# Müswangen
Müswangen is een plaats en voormalige gemeente in het Zwitserse kanton Luzern en telt 444 inwoners.

## Geschiedenis
De gemeente behoorde tot het toenmalige district Hochdorf tot dit in 2007 werd opgeheven. Vanaf 1 januari 2009 maakt Müswangen samen met Hitzkirch, Gelfingen, Hämikon, Mosen, Retschwil en Sulz deel uit van de nieuw gevormde gemeente Hitzkirch.